# Kleinkuchen
Kleinkuchen ist seit 1935 eine Teilgemeinde von Großkuchen und seit 1974 ein Stadtteil von Heidenheim an der Brenz. Das Dorf liegt auf einer Hochfläche der Schwäbischen Alb, ca. 9 km nordöstlich von Heidenheim, auf dem Härtsfeld. 

## Geschichte
Zwei keltische Viereckschanzen, eineinhalb Kilometer südwestlich bzw. 800 Meter südlich von Kleinkuchen, sowie mehrere hallstattzeitliche Grabhügel nördlich und südlich des Ortes belegen eine Besiedlung von Kelten im 7. Jahrhundert v. Chr.
Im 12. Jahrhundert wurde Kleinkuchen neben Großkuchen erwähnt, wobei beide Dörfer weitgehend die gleichen Besitzer hatten. 1258 gingen Großkuchen und Kleinkuchen an die Grafen von Oettingen-Wallerstein und Ende des 13. Jahrhunderts an das Kloster Neresheim jedoch ohne die Dorfherrschaft, welche 1764 dann endgültig übertragen wurde.
1375 wurde das Dorf vom Schenk Andreas von Wittislingen im Verlauf seiner Fehde mit Neresheim niedergebrannt.
1802 ging Kleinkuchen an das Haus Thurn und Taxis, von 1806 bis 1810 kam Kleinkuchen zu Bayern und ging danach endgültig an Württemberg.
1826 und 1844 (durch Blitzschlag) gab es große Brände. Im Jahr 1935 kam Kleinkuchen zur Gemeinde Großkuchen.
Am 1. Juli 1974 wurde Großkuchen (mit Kleinkuchen, Nietheim und Rotensohl) nach Heidenheim an der Brenz eingemeindet.

## Sehenswürdigkeiten
- Eine der beiden keltischen Viereckschanzen liegt 1,5 Kilometer südwestlich von Kleinkuchen auf der Gemarkung Schnaitheim. Die andere Viereckschanze ist im Gelände kaum noch erkennbar.
- Die St.-Ulrichs-Kapelle ist eine im Jahr 1714 erbaute schlichte Kapelle mit Schablonenmalereien von 1880

St.-Ulrichs-Kapelle
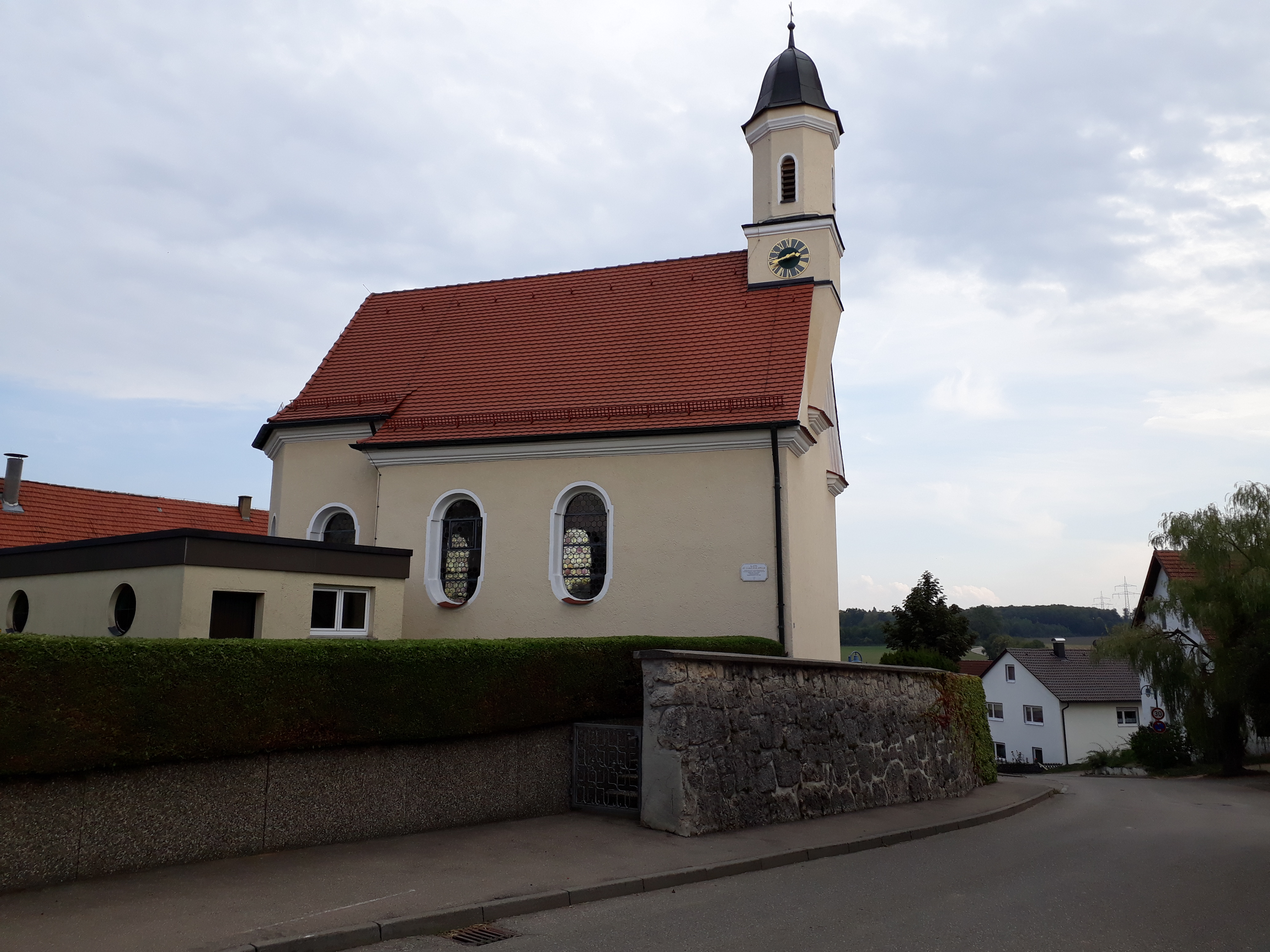
Kleinkuchen Kapelle
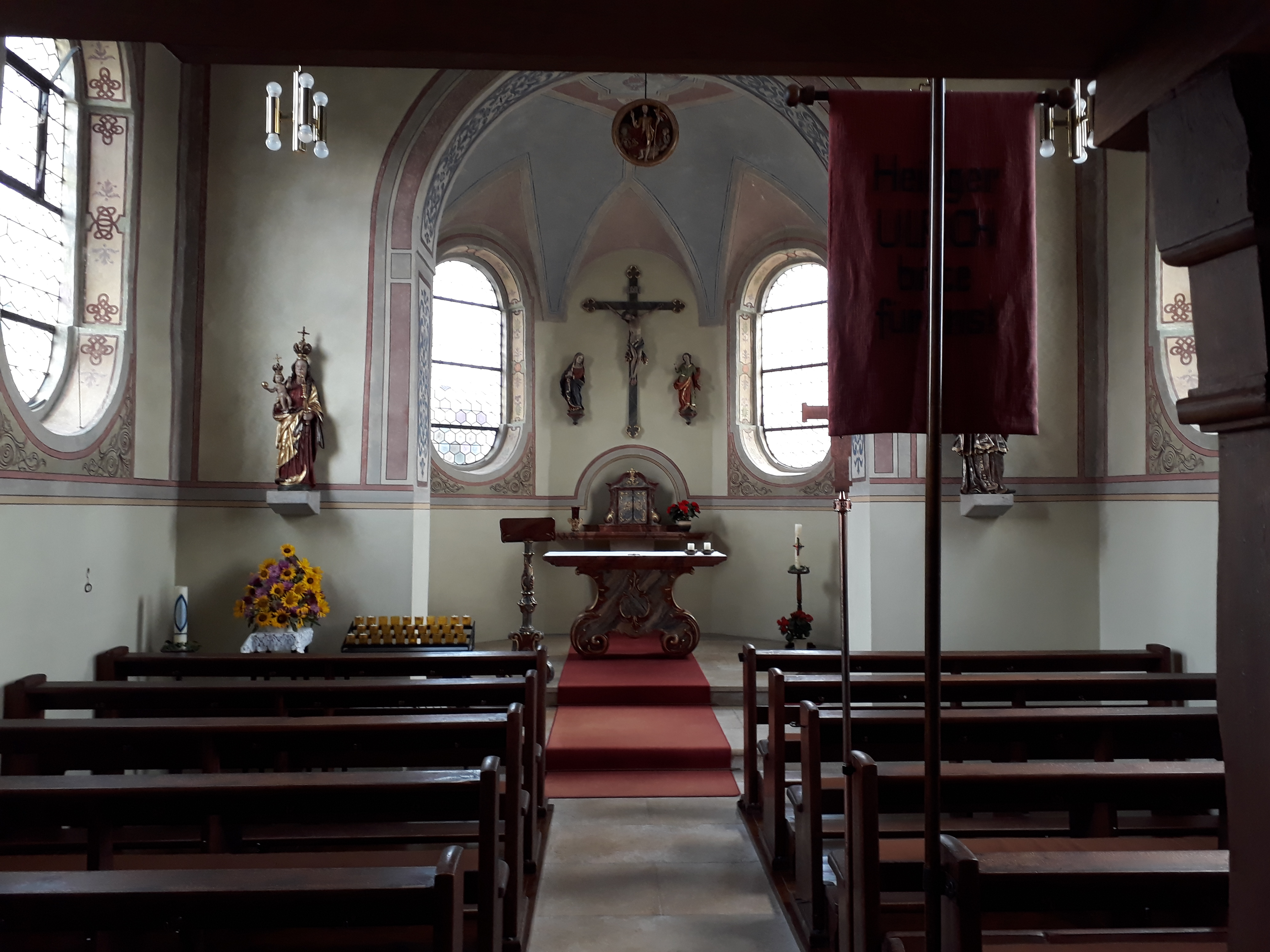
Kleinkuchen Kapelle Altar
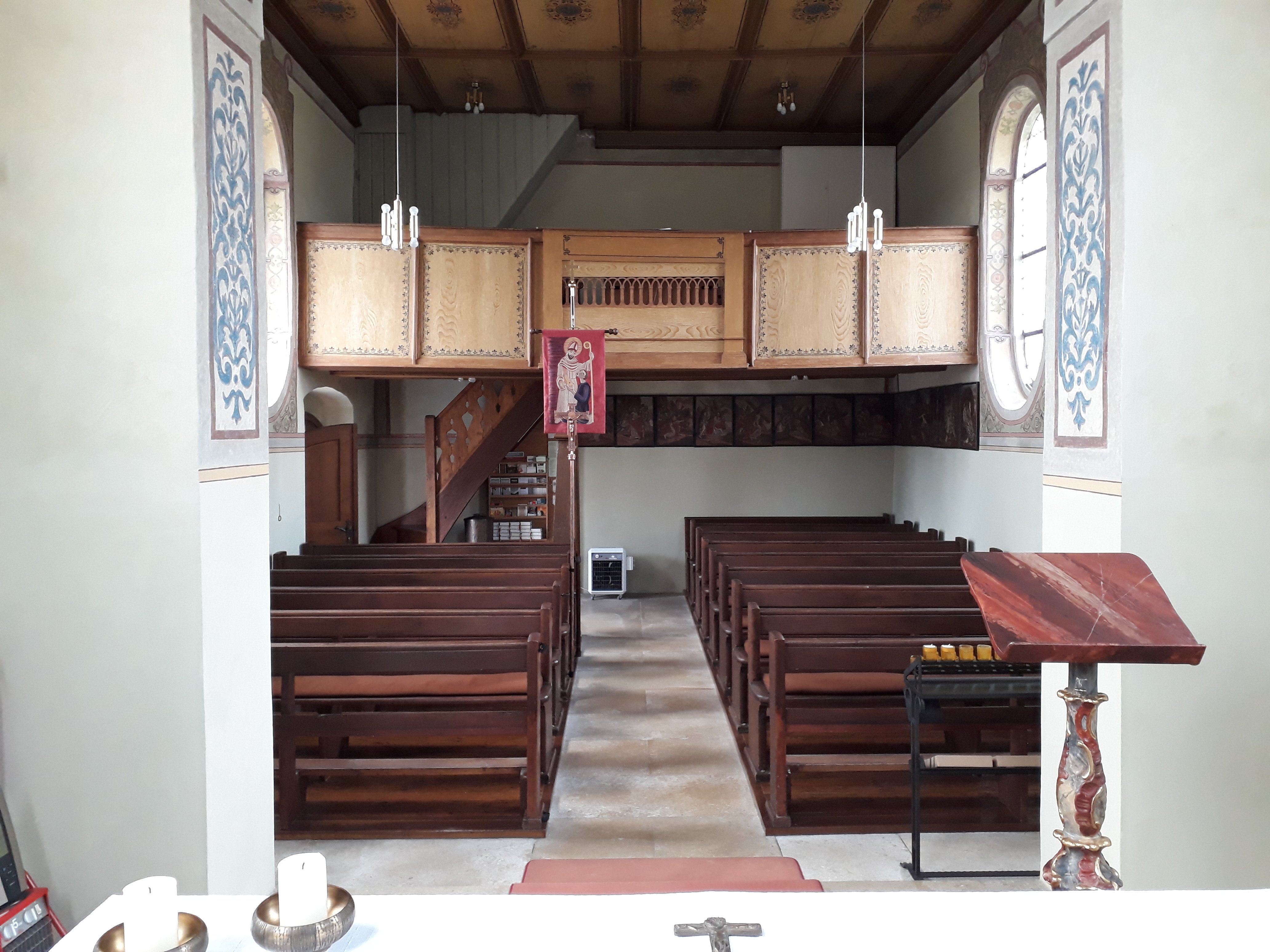
Kleinkuchen Kapelle innen

## Vereine
In Kleinkuchen gibt es den Geißenverein, den Verein Sangeslust Kleinkuchen 1925 e. V. und die Freiwillige Feuerwehr Heidenheim mit der Abteilung Kleinkuchen.